# Josep Maria Bartomeu
Josep Maria Bartomeu Floreta (sinh ngày 6 tháng 2 năm 1963) là một doanh nhân người Tây Ban Nha và là cựu chủ tịch của câu lạc bộ bóng đá lừng danh Barcelona, sau khi ông từ chức vào ngày 28 tháng 10 năm 2020. Ông bắt đầu nhậm chức chủ tịch tạm quyền của đội bóng vào năm 2014, sau khi người tiền nhiệm Sandro Rosell từ chức bởi những cáo buộc liên quan đến vụ chuyển nhượng tiền đạo Neymar.
Vào năm 2015, Bartomeu đã được chính thức bầu làm chủ tịch thứ 40 của Barcelona. Việc bỏ phiếu diễn ra vào ngày 18 tháng 7 tại sân vận động Camp Nou, cùng với những ứng cử viên Joan Laporta, Agustí Benedito và Antoni Freixa. Có 47.270 thành viên đã bầu cho ông trong ngày hôm đó, trong số 109.367 người (43.12%). Nhiệm kỳ của ông sẽ kết thúc vào ngày 30 tháng 6 năm 2021, tuy nhiên vào ngày 27 tháng 10 năm 2020, Bartomeu tuyên bố từ chức cùng với Hội đồng quản trị.
Trong nhiệm kỳ của mình, Bartomeu gặp phải nhiều chỉ trích do FC Barcelona không gặt hái được nhiều vinh quang ở các giải đấu châu lục. Các bản hợp đồng chuyển nhượng cầu thủ đắt giá không hiệu quả, lò La Masia bị bỏ quên và đội bóng phụ thuộc quá nhiều Messi, Bartomeu bị cáo buộc khác như nói xấu Messi và nhiều cầu thủ, cựu cầu thủ của Câu lạc bộ.

## Sai phạm, dính líu "truyền thông bẩn"
Vào tháng 3 năm 2021, Josep Bartomeu cùng một số cựu lãnh đạo và các giám đốc hiện tại của câu lạc bộ bị cảnh sát Catalan điều tra và bắt giữ, do chủ mưu một chiến dịch bôi nhọ chính FC Barcelona, được gọi là Barçagate trên mạng xã hội, do Bartomeu thuê một công ty tên là I3 Ventures thực hiện. Trong số những người bị tấn công bôi nhọ có những người kỳ cựu như Carles Puyol, Pep Guardiola, Joan Laporta... và thậm chí cả những cầu thủ còn đang khoác áo CLB như Messi, Pique...

## Danh hiệu đạt được cùng CLB

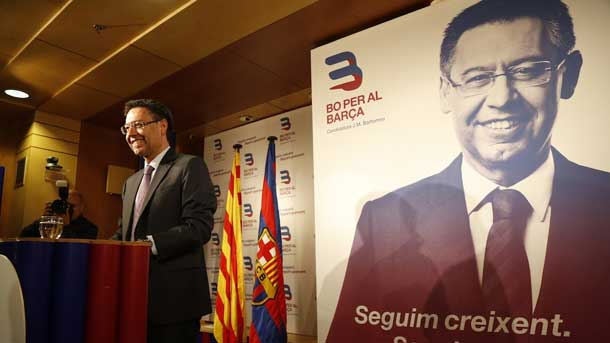
Josep Maria Bartomeu năm 2015

- Vô địch La Liga các mùa giải: 2014–15, 2015–16, 2017–18, 2018–19
- Cúp nhà vua Tây Ban Nha - Copa del Rey: 2014–15, 2015–16, 2016–17, 2017–18
- Supercopa de España: 2016, 2018
- UEFA Champions League: 2014–15
- UEFA Super Cup: 2015
- FIFA Club World Cup: 2015